# Jadon Sancho
Jadon Malik Sancho (Londres, 25 de març de 2000) és un futbolista professional anglès que juga d'extrem al Chelsea FC, cedit pel Manchester United FC de la Premier League, i a la selecció d'Anglaterra. És conegut pel seu engany, el seu ritme i l'ús de fintes en situacions individuals. Va quedar subcampió del trofeu Kopa 2019 i va ser nominat a la llista de 40 candidats per al Golden Boy 2020.

## Primers anys de vida
Sancho va néixer a Camberwell, Gran Londres de pares de Trinitat i Tobago. Es va criar a Kennington. Es va fer amic del seu company aspirant a futbolista Reiss Nelson, que vivia a prop, després que juguessin junts en tornejos juvenils. Quan va créixer, va ser un fan de Chelsea FC i va idolatrar a Ronaldinho i a Frank Lampard.

## Trajectòria

### Carrera inicial

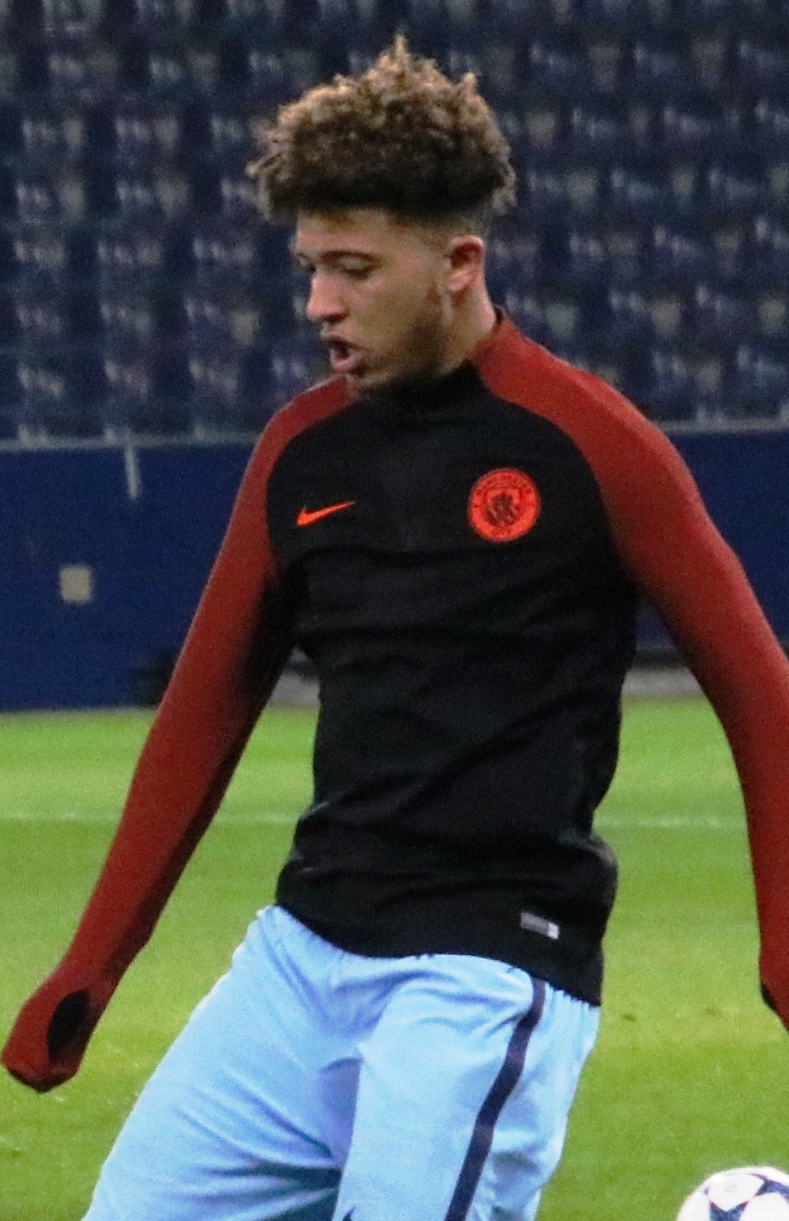
Sancho amb el Manchester City el 2017

Sancho es va unir a Watford a l'edat de set anys. A causa de problemes amb els desplaçaments per Londres fins a l'acadèmia del club, es va traslladar a l'allotjament proporcionat per Watford i va començar a assistir a la seva escola associada Harefield Academy com a pensionista, als 11 anys. Als 14 anys va dir al seu entrenador sub-15 del Watford sobre la seva intenció de jugar a Anglaterra.
Als 14 anys, es va traslladar a Manchester City el març de 2015 per una quota inicial de 66.000 £ en virtut del Pla de rendiment del jugador d'elit, que podria augmentar a 500.000 £ amb complements. Sancho va continuar impressionant a l'acadèmia del Manchester City i va formar part d'un trio de jugadors que el president del Manchester City, Khaldoon Al Mubarak, va dir que anirien ràpidament a la formació sènior el maig de 2017. El juliol de 2017, Sancho va ser omès de l'equip de la gira de pretemporada del Manchester City a causa d'una disputa sobre les garanties de temps de joc en un nou contracte. Posteriorment es va informar que Sancho estava intentant dissenyar un allunyament del club i el City es va alarmar per l'actitud de Sancho després que es va perdre l'entrenament després d'una gira de pretemporada.

### Borussia Dortmund
Sancho va fitxar pel club de la Bundesliga alemanya Borussia Dortmund el 31 d'agost de 2017 per una quota d'aproximadament 8 milions de lliures i immediatament es va incloure a la plantilla del primer equip. Més tard va declarar que se sentia confiat a l'hora de traslladar-se a l'estranger a causa de les seves experiències anteriors en el trasllat amb Watford i Manchester City. Sancho va debutar amb el club contra l'Eintracht Frankfurt el 21 d'octubre, entrant com a substitut quan faltaven sis minuts per al partit, convertint-se en el primer anglès a jugar un partit de la Bundesliga amb el Dortmund. Sancho va fer la seva primera sortida de lliga amb el Dortmund el 14 de gener de 2018, colpejant la fusta en un empat sense gols amb el VfL Wolfsburg. Va marcar el seu primer gol com a professional el 21 d'abril de 2018. Va ser el primer gol en una victòria per 4-0 contra el Bayer Leverkusen a la Bundesliga i també va assistir a dos gols més en el mateix partit.
Després d'haver signat un nou contracte que el mantindrà al club fins al 2022, Sancho va gaudir d'un èxit d'octubre del 2018 en ser nomenat Jugador del Mes de la Bundesliga, registrant tres gols i una assistència en només tres partits de lliga. Entre els seus gols d'aquest mes hi havia un doblet en un empat contra l'Hertha BSC, que el va convertir en el primer jugador nascut a la dècada del 2000 en marcar dos gols en un sol partit de la Bundesliga i el més jove de la història per un jugador del Dortmund. El 24 d'octubre, també va esdevenir el primer jugador nascut a la dècada del 2000 a marcar a la Lliga de Campions de la UEFA amb el Dortmund contra l'Atlètic de Madrid.
Durant l'empat per 3-3 amb el Hoffenheim el 9 de febrer de 2019, va esdevenir el jugador més jove a marcar vuit gols en una sola temporada de la Bundesliga, batent el rècord que tenia anteriorment Christian Wück. Més tard aquell mes, després de marcar en una victòria per 3-2 sobre el Bayer Leverkusen, va batre el rècord de Lukas Podolski per convertir-se en el jugador més jove en marcar nou gols a la Bundesliga, amb 18 anys i 336 dies. El 13 d'abril, Sancho va marcar un doblet en una victòria per 2-1 sobre el Mainz i, en fer-ho, va esdevenir el jugador més jove del Dortmund en marcar almenys 10 gols en una sola campanya de la Bundesliga. Després d'una campanya de lliga impressionant en què va marcar 12 gols i va oferir 14 assistències, Sancho va ser nomenat a l'equip de la temporada de la Bundesliga 2018-19.
L'èxit va continuar abans de la temporada 2019-20, amb Sancho donant una assistència i marcant en una victòria de la DFL-Supercup 2-0 contra l'FC Bayern de Múnic el 3 d'agost de 2019. Més tard aquell mes Sancho va acordar un nou contracte amb Dortmund. El gol de Sancho en un empat 3-3 del Dortmund amb el Leipzig el 17 de desembre va significar que havia marcat set partits consecutius amb el club (inclosos els partits de la Lliga de Campions contra el FC Barcelona i l'Slavia Praga), fet que va elevar el seu balanç a 15 gols i 16 assistències a la temporada. any natural del 2019. Els tres gols i les tres assistències de Sancho en cinc partits de lliga durant el febrer del 2020 el van fer ser nomenat Jugador del mes de la Bundesliga per segona vegada en la seva carrera.
El 31 de maig de 2020, Sancho va marcar el seu primer hat-trick de la seva carrera en la victòria fora de casa per 6-1 contra l'SC Paderborn. Després de marcar el seu primer gol, es va treure la samarreta per revelar una samarreta amb el missatge "Justicia per a George Floyd", un home negre que va ser assassinat a principis d'aquella setmana a Minneapolis per un agent de policia, que es va agenollar al coll de Floyd fins que no va respondre.
El 13 de maig de 2021, Sancho va marcar un doblet en una victòria per 4-1 sobre Leipzig a la final de la DFB-Pokal 2021.

### Manchester United

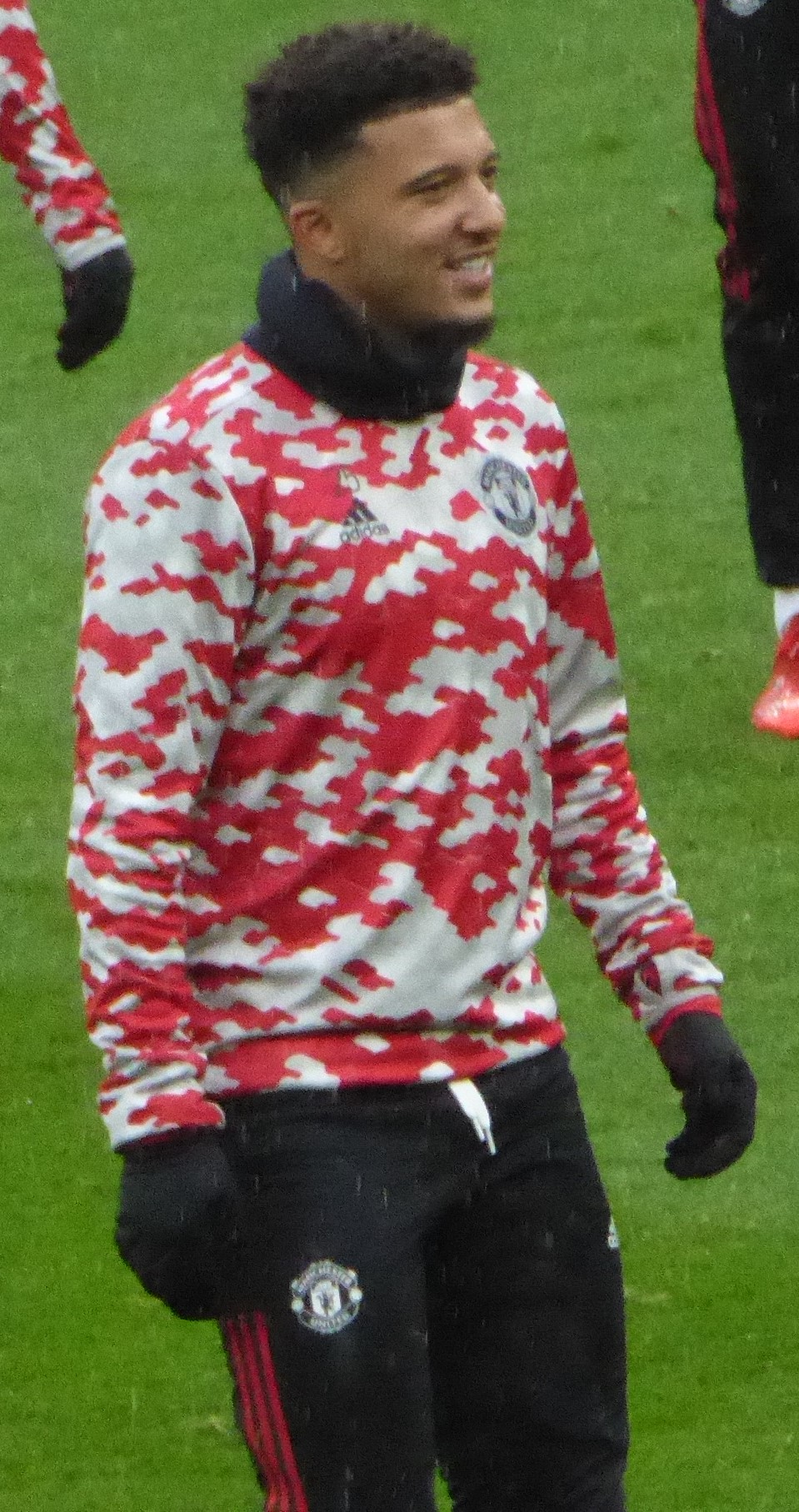
Sancho s'escalfa per al Manchester United FC el 2021

L'1 de juliol de 2021, es va anunciar que el Manchester United FC i el Dortmund havien arribat a un acord per al trasllat de Sancho, subjecte a la signatura d'un contracte i l'aprovació mèdica, que s'esperava que succeís després de l'Eurocopa 2020 de la UEFA. La transferència es va completar el 23 de juliol de 2021, després que Sancho signés un contracte de cinc anys amb l'opció d'un any més. Li van donar la samarreta número 25, la darrera vegada que va usar Odion Ighalo. El 14 d'agost de 2021, va debutar com a substitut de Daniel James en una victòria per 5-1 a la lliga a casa contra els seus rivals, el Leeds United. El 23 de novembre, va marcar el seu primer gol amb el club, contra el Vila-real CF, per assegurar-se un lloc a la fase eliminatòria de la Lliga de Campions.

## Palmarès
Borussia Dortmund
- 1 Copa alemanya: 2020-21
- 1 Supercopa alemanya: 2019

Manchester United FC
- 1 Copa de la lliga anglesa: 2022-23

Selecció anglesa
- 1 Copa del Món sub-17: 2017

## Característiques tècniques
Considerat un dels talents més prometedors del futbol mundial, juga principalment com a lateral dret i té una bona velocitat. Habilitat en el regateig i el contraatac, també demostra ser un ajudant hàbil per als seus companys; és sobrenomenat El coet. El 2017 va ser inclòs a la llista de The Guardian dels seixanta millors futbolistes nascuts l'any 2000.